# Asthenargus thaleri
Asthenargus thaleri là một loài nhện trong họ Linyphiidae.
Loài này thuộc chi Asthenargus. Asthenargus thaleri được Jörg Wunderlich miêu tả năm 1983.